# GW150914
La primera detecció d'ones gravitacionals fou anunciada l'11 de febrer de 2016, fruit de la col·laboració entre LIGO, VIRGO i GEO600. Les ones gravitacionals detectades van ser produïdes per la fusió de dos forats negres a uns 410 megaparsecs de la Terra (uns 1.300 milions d'anys llum). El senyal va rebre el codi GW150914.
La forma d'ona detectada, observada el 14 de setembre de 2015 per científics de l'Albert Einstein Institute a Hannover, Alemanya, és compatible amb les prediccions de la relativitat general per a l'atracció i fusió d'un parell de forats negres i el subsegüent ‘ringdown' del forat negre resultant. Les observacions van demostrar l'existència d'un sistema binari de forats negres de massa estel·lar i la primera observació d'una fusió d'un sistema binari de forats negres.

## Detectors de LIGO
LIGO opera dos observatoris d'ones gravitacionals a la vegada: l'Observatori LIGO Livingston (30°33′46.42″N 90°46′27.27″O / 30.5628944, -90.7742417) a Livingston, Louisiana, i l'Observatori LIGO Hanford, al DOE Hanford Site (46°27′18.52″N 119°24′27.56″O / 46.4551444, -119.4076556), localitzat prop de Richland, Washington. Aquests llocs estan separats per 3.002 quilòmetres. Les operacions inicial de LIGO, entre 2002 i 2010, no van detectar cap ona gravitacional. Aquest període va estar seguit per un tancament de diversos anys mentre es reemplaçaven els detectors per d'altres millorats, la versió "Advanced LIGO". Al febrer 2015, els dos detectors van entrar en el mode d'enginyeria o preparació. Va ser durant aquest període quan es va detectar l'esdeveniment, ja que la fase d'operació científica formal no va començar fins al 18 de setembre de 2015.

## Detecció de l'esdeveniment
El senyal d'ona gravitacional GW150914 va ser detectat pels detectors de LIGO de Hanford (Washington, EUA), i Livingston (Louisiana, EUA), a les 09:50:45 UTC del 14 de setembre de 2015. El senyal va durar uns 0,2 segons, i va augmentar en freqüència i amplitud en aproximadament 8 cicles de 35 a 150 Hz, on l'amplitud va aconseguir un màxim. La detecció es va produir en un període de tres minuts d'adquisició de dades utilitzant mètodes de cerca de baixa latència que proporcionen una anàlisi inicial ràpida de les dades dels detectors. Una anàlisi estadística més detallat del senyal i de 16 dies de dades (del 12 setembre a 20 octubre), va identificar GW150914 com un esdeveniment real, amb una significació estadística de més de 5,1 sigma.
El senyal va ser detectat a Livingstone 7 mil·lisegons abans que a Handford, la qual cosa, donada la distància entre els dos observatoris, és compatible amb el fet que les ones gravitacionals es propaguin a la velocitat de la llum.
Al moment de l'esdeveniment, el detector d'ones gravitatòries Virgo estava inactiu i rebent unes millores, i GEO600 no va ser prou sensible per detectar el senyal.
Segons Rainer Weiss, en la primera presa de mesures (entre setembre de 2015 i gener de 2016) va haver-hi almenys altres quatre esdeveniments més, tot i que més febles que GW150914.

## Fusió de forats negres
L'anàlisi del senyal va suggerir que va ser produït per la fusió de dos forats negres amb masses de 29±4 vegades la massa del Sol, resultant en un forat negre de 62±4 masses solars.{\displaystyle 36_{-4}^{+5}} Les 3,0±0.5 masses solars restants corresponen a energia emesa en forma d'ones gravitatòries, segons l'equivalència entre massa i energia. L'esdeveniment va ocórrer a una distància de {\displaystyle 410_{-180}^{+160}} megaparsecs, o 1,3±0.6 milers de milions anys llum. El màxim de potència emès va superar la potència lluminosa combinada radiada per tots els estels en l'univers observable.
Durant els 0,2 segons de durada del senyal detectable, la velocitat relativa dels forats negres va augmentar del 30% al 60% de la velocitat de la llum, i els objectes que orbitaven a una distància d'uns quants centenars de quilòmetres abans de fusionar-se.
El decaïment de la forma d'ona després del màxim era compatible amb l'oscil·lació esmorteïda d'un forat negre que es relaxa a una configuració fusionada final.
Es pensa que l'objecte resultant de la fusió és un forat negre en rotació.

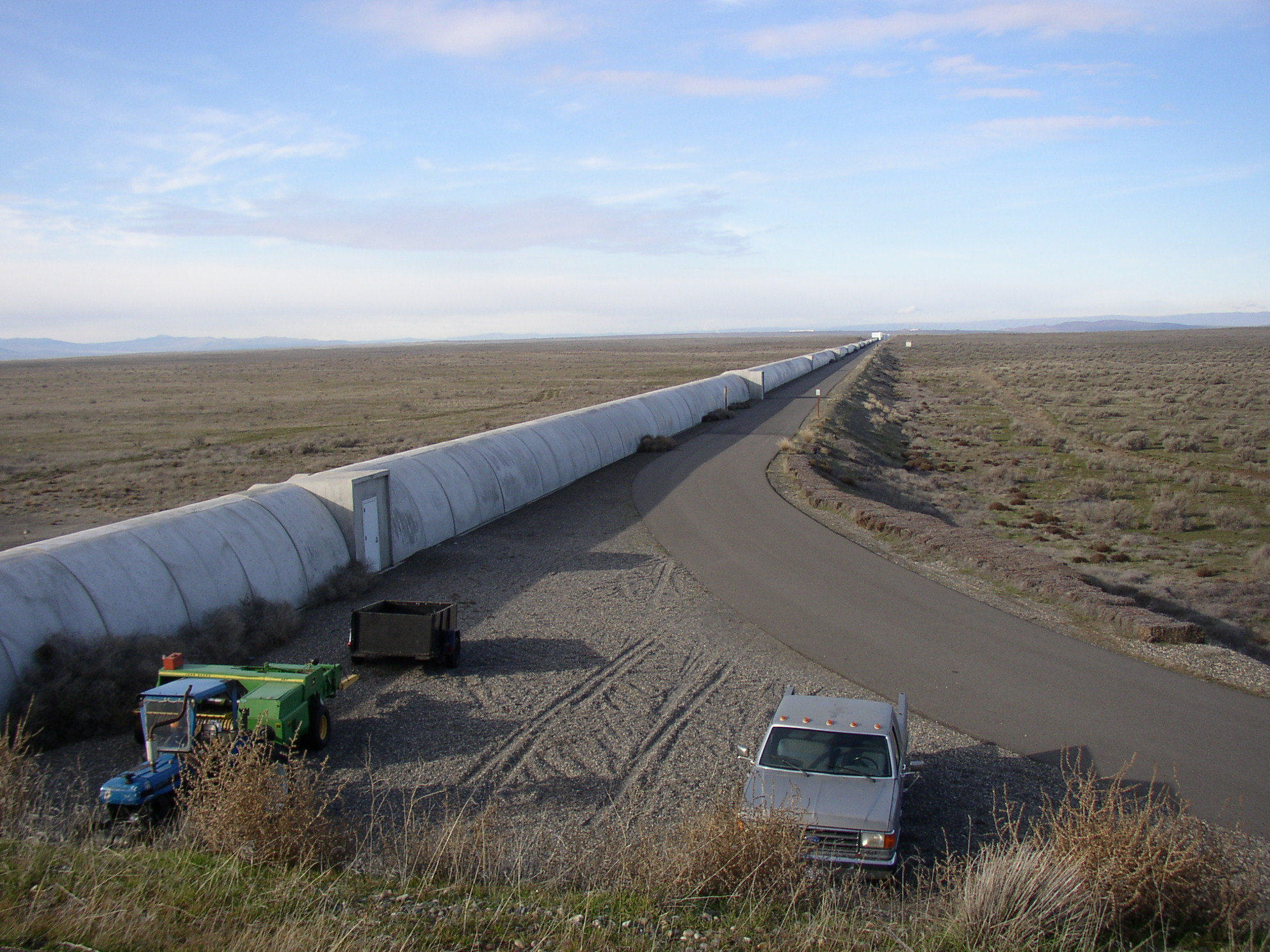
Braç nord de l'observatori de LIGO en Hanford

## Anunci
L'anunci de la detecció es va realitzar l'11 de febrer de 2016, en una roda de premsa a Washington D. de C. Hi van participar el director executiu de LIGO, David Reitze, dos dels seus creadors, Rainer Weiss i Kip Thorne, la portaveu de la col·laboració científica de LIGO, Gabriela González i la directora de la NSF, France A. Córdova.
Hi havia molts rumors sobre una possible detecció amb anterioritat a l'anunci, començant poc després de l'esdeveniment per un tweet de la investigadora Lawrence Krauss el 25 de setembre de 2015.

## Implicacions

### Prova de la Relativitat General
La massa i moment angular del forat negre després de l'esdeveniment de fusió són compatibles amb les propietats dels dos forats negres abans de la fusió segons prediu la relativitat general. Això constitueix una prova de la relativitat general en el règim de camp fort, un règim que anteriorment era impossible de sondejar.

### Astrofísica
El coneixement de les masses dels dos forats negres abans de la fusió proporciona una valuosa informació sobre l'evolució estel·lar. Els dos forats negres tenien més massa que els forats negres estel·lars detectats prèviament mitjançant binàries de rajos X. Això podria significar que els vents estel·lars de les estavelles progenitores haurien estat relativament febles, i que per tant la metal·licitat hauria estat menor que la meitat del valor solar.
El fet que els dos forats negres estiguessin en un sistema binari imposa condicions als escenaris d'evolució estel·lar o de formació dinàmica (depenent de com es formés el sistema binari).

### Gravitons
El gravitó és la hipotètica partícula elemental associada amb la gravetat, i teòricament la seva massa és nul·la. Les observacions de la fase d'atracció dels forats negres permeten millorar lleugerament la cota superior a la seva massa ({\displaystyle m_{g}<1,2\times 10^{-22}\ \mathrm {eV} /c^{2}}).